# Wahlkreis Potenza (Camera dei deputati)
Der Wahlkreis Potenza war von 1993 bis 2007 und ist seit 2017 wieder ein Wahlkreis (italienisch collegio elettorale) für die Wahl der Abgeordnetenkammer.

## Von 1993 bis 2005

### Wahlkreisgebiet
Der Wahlkreis umfasste 23 Gemeinden: Abriola, Albano di Lucania, Anzi, Avigliano, Balvano, Baragiano, Bella, Brindisi Montagna, Campomaggiore, Castelmezzano, Picerno, Pietrapertosa, Pignola, Potenza, Ruoti, San Chirico Nuovo, Sant’Angelo Le Fratte, Savoia di Lucania, Tito, Tolve, Trivigno, Vaglio Basilicata und Vietri di Potenza.

### Wahlergebnisse

#### Parlamentswahl 1994

##### Direktstimmen
| Kandidaten               | Kandidaten                        | Parteien                                          | Stimmen | %    |
| ------------------------ | --------------------------------- | ------------------------------------------------- | ------- | ---- |
|                          | Magda Cornacchione Milellagewählt | Progressisti                                      | 29.721  | 36,7 |
|                          | Vincenzo Alfredo Maria Laurita    | Polo del Buon Governo (FI – AN – CCD – UdC – PLD) | 26.070  | 32,2 |
|                          | Giampaolo Vittorio Elio D’Andrea  | Patto per l’Italia – Autonomia Socialista         | 22.768  | 28,1 |
|                          | Vincenzo Belmonte                 | Unione Mediterranea                               | 2.407   | 3,0  |
| Gesamt                   | Gesamt                            | Gesamt                                            | 80.966  | 100  |
|                          |                                   |                                                   |         |      |
| Ungültige Stimmen        | Ungültige Stimmen                 | Ungültige Stimmen                                 | 12.840  | 13,7 |
| Wähler                   | Wähler                            | Wähler                                            | 93.806  | 82,4 |
| Wahlberechtigte          | Wahlberechtigte                   | Wahlberechtigte                                   | 113.893 |      |
|                          |                                   |                                                   |         |      |
| Quelle: Innenministerium |                                   |                                                   |         |      |

##### Listenstimmen
| Parteien                             | Parteien                        | Parteien                           | Stimmen | %    |
| ------------------------------------ | ------------------------------- | ---------------------------------- | ------- | ---- |
|                                      | Progressisti                    | Partito Democratico della Sinistra | 18.195  | 22,4 |
| Partito della Rifondazione Comunista | Progressisti                    | 6.313                              | 7,8     |      |
| Partito Socialista Italiano          | Progressisti                    | 5.160                              | 6,4     |      |
| Federazione dei Verdi                | Progressisti                    | 3.527                              | 4,3     |      |
| La Rete                              | Progressisti                    | 2.149                              | 2,6     |      |
| ↳ Gesamt                             | Progressisti                    | 35.344                             | 43,5    |      |
|                                      | Polo del Buon Governo           | Alleanza Nazionale                 | 13.931  | 17,2 |
| Forza Italia                         | Polo del Buon Governo           | 9.843                              | 12,1    |      |
| ↳ Gesamt                             | Polo del Buon Governo           | 23.774                             | 29,3    |      |
|                                      | Patto per l’Italia              | Partito Popolare Italiano          | 16.042  | 19,8 |
|                                      | Socialdemocrazia per le Libertà | Socialdemocrazia per le Libertà    | 3.243   | 4,0  |
|                                      | Unione Mediterranea             | Unione Mediterranea                | 1.880   | 2,3  |
|                                      | Autonomia Socialista            | Autonomia Socialista               | 537     | 0,7  |
|                                      | Insieme per Cambiare            | Insieme per Cambiare               | 395     | 0,5  |
| Gesamt                               | Gesamt                          | Gesamt                             | 81.215  | 100  |
|                                      |                                 |                                    |         |      |
| Ungültige Stimmen                    | Ungültige Stimmen               | Ungültige Stimmen                  | 12.590  | 13,4 |
| Wähler                               | Wähler                          | Wähler                             | 93.805  | 82,4 |
| Wahlberechtigte                      | Wahlberechtigte                 | Wahlberechtigte                    | 113.893 |      |
|                                      |                                 |                                    |         |      |
| Quelle: Innenministerium             |                                 |                                    |         |      |

#### Parlamentswahl 1996

##### Direktstimmen
| Kandidaten               | Kandidaten                     | Parteien                | Stimmen | %    |
| ------------------------ | ------------------------------ | ----------------------- | ------- | ---- |
|                          | Giuseppe Mario Molinarigewählt | L’Ulivo                 | 41.037  | 51,2 |
|                          | Gianpiero Perri                | Polo per le Libertà     | 31.559  | 39,4 |
|                          | Gianfranco Nardella            | Fiamma Tricolore        | 3.646   | 4,6  |
|                          | Giannino Cusano                | Lista Pannella – Sgarbi | 2.147   | 2,7  |
|                          | Maria Argenzio                 | Mani Pulite             | 1.731   | 2,2  |
| Gesamt                   | Gesamt                         | Gesamt                  | 80.120  | 100  |
|                          |                                |                         |         |      |
| Ungültige Stimmen        | Ungültige Stimmen              | Ungültige Stimmen       | 11.360  | 12,4 |
| Wähler                   | Wähler                         | Wähler                  | 91.480  | 78,8 |
| Wahlberechtigte          | Wahlberechtigte                | Wahlberechtigte         | 116.110 |      |
|                          |                                |                         |         |      |
| Quelle: Innenministerium |                                |                         |         |      |

##### Listenstimmen
| Parteien                                          | Parteien                             | Parteien                             | Stimmen | %    |
| ------------------------------------------------- | ------------------------------------ | ------------------------------------ | ------- | ---- |
|                                                   | Polo per le Libertà                  | Forza Italia                         | 19.083  | 23,3 |
| Alleanza Nazionale                                | Polo per le Libertà                  | 12.126                               | 14,8    |      |
| CCD – CDU                                         | Polo per le Libertà                  | 5.071                                | 6,2     |      |
| ↳ Gesamt                                          | Polo per le Libertà                  | 36.280                               | 44,2    |      |
|                                                   | L’Ulivo                              | Partito Democratico della Sinistra   | 18.450  | 22,5 |
| Popolari per Prodi (PPI – SVP – PRI – UD – Prodi) | L’Ulivo                              | 10.714                               | 13,1    |      |
| Rinnovamento Italiano                             | L’Ulivo                              | 4.390                                | 5,4     |      |
| Federazione dei Verdi                             | L’Ulivo                              | 1.952                                | 2,4     |      |
| ↳ Gesamt                                          | L’Ulivo                              | 35.506                               | 43,3    |      |
|                                                   | Partito della Rifondazione Comunista | Partito della Rifondazione Comunista | 7.151   | 8,7  |
|                                                   | Lista Pannella – Sgarbi              | Lista Pannella – Sgarbi              | 1.354   | 1,7  |
|                                                   | Fiamma Tricolore                     | Fiamma Tricolore                     | 1.188   | 1,4  |
|                                                   | Mani Pulite                          | Mani Pulite                          | 545     | 0,7  |
| Gesamt                                            | Gesamt                               | Gesamt                               | 82.024  | 100  |
|                                                   |                                      |                                      |         |      |
| Ungültige Stimmen                                 | Ungültige Stimmen                    | Ungültige Stimmen                    | 9.457   | 10,3 |
| Wähler                                            | Wähler                               | Wähler                               | 91.481  | 78,8 |
| Wahlberechtigte                                   | Wahlberechtigte                      | Wahlberechtigte                      | 116.110 |      |
|                                                   |                                      |                                      |         |      |
| Quelle: Innenministerium                          |                                      |                                      |         |      |

#### Parlamentswahl 2001

##### Direktstimmen
| Kandidaten               | Kandidaten                     | Parteien           | Stimmen | %    |
| ------------------------ | ------------------------------ | ------------------ | ------- | ---- |
|                          | Giuseppe Mario Molinarigewählt | L’Ulivo            | 41.070  | 49,0 |
|                          | Filippo Margiotta              | Casa delle Libertà | 29.482  | 35,2 |
|                          | Angelo Raffaele Dinardo        | Democrazia Europea | 7.431   | 8,9  |
|                          | Pierluigi Cammarota            | Lista Di Pietro    | 4.045   | 4,8  |
|                          | Maria Antonietta Ciminelli     | Lista Emma Bonino  | 1.756   | 2,1  |
| Gesamt                   | Gesamt                         | Gesamt             | 83.784  | 100  |
|                          |                                |                    |         |      |
| Ungültige Stimmen        | Ungültige Stimmen              | Ungültige Stimmen  | 9.082   | 9,8  |
| Wähler                   | Wähler                         | Wähler             | 92.866  | 77,8 |
| Wahlberechtigte          | Wahlberechtigte                | Wahlberechtigte    | 119.309 |      |
|                          |                                |                    |         |      |
| Quelle: Innenministerium |                                |                    |         |      |

##### Listenstimmen
| Parteien                       | Parteien                             | Parteien                               | Stimmen | %    |
| ------------------------------ | ------------------------------------ | -------------------------------------- | ------- | ---- |
|                                | L’Ulivo                              | La Margherita (Dem – PPI – RI – Udeur) | 15.788  | 18,9 |
| Democratici di Sinistra        | L’Ulivo                              | 12.217                                 | 14,7    |      |
| Il Girasole (FdV – SDI)        | L’Ulivo                              | 6.861                                  | 8,2     |      |
| Partito dei Comunisti Italiani | L’Ulivo                              | 1.904                                  | 2,3     |      |
| ↳ Gesamt                       | L’Ulivo                              | 36.770                                 | 44,1    |      |
|                                | Casa delle Libertà                   | Forza Italia                           | 22.138  | 26,6 |
| Alleanza Nazionale             | Casa delle Libertà                   | 7.371                                  | 8,8     |      |
| Nuovo PSI                      | Casa delle Libertà                   | 1.754                                  | 2,1     |      |
| ↳ Gesamt                       | Casa delle Libertà                   | 31.263                                 | 37,5    |      |
|                                | Democrazia Europea                   | Democrazia Europea                     | 5.428   | 6,5  |
|                                | Lista Di Pietro                      | Lista Di Pietro                        | 4.152   | 5,0  |
|                                | Partito della Rifondazione Comunista | Partito della Rifondazione Comunista   | 3.446   | 4,1  |
|                                | Lista Emma Bonino                    | Lista Emma Bonino                      | 1.371   | 1,6  |
|                                | Fiamma Tricolore                     | Fiamma Tricolore                       | 655     | 0,8  |
|                                | Paese Nuovo                          | Paese Nuovo                            | 184     | 0,2  |
|                                | Abolizione Scorporo                  | Abolizione Scorporo                    | 69      | 0,1  |
| Gesamt                         | Gesamt                               | Gesamt                                 | 83.338  | 100  |
|                                |                                      |                                        |         |      |
| Ungültige Stimmen              | Ungültige Stimmen                    | Ungültige Stimmen                      | 9.528   | 10,3 |
| Wähler                         | Wähler                               | Wähler                                 | 92.866  | 77,8 |
| Wahlberechtigte                | Wahlberechtigte                      | Wahlberechtigte                        | 119.309 |      |
|                                |                                      |                                        |         |      |
| Quelle: Innenministerium       |                                      |                                        |         |      |

## Von 2017 bis 2020

### Wahlkreisgebiet
Der Wahlkreis umfasste Gemeinden: 

### Wahlergebnisse

#### Parlamentswahl 2018
| Kandidaten               | Kandidaten              | Stimmen | %    | Listen                                      | Stimmen | %    |
| ------------------------ | ----------------------- | ------- | ---- | ------------------------------------------- | ------- | ---- |
|                          | Salvatore Caiatagewählt | 60.706  | 42,1 | Movimento 5 Stelle                          | 60.706  | 42,1 |
|                          | Nicola Benedetto        | 35.357  | 24,5 | Forza Italia                                | 16.487  | 11,4 |
| Lega                     | Nicola Benedetto        | 35.357  | 24,5 | 9.954                                       | 6,9     |      |
| Fratelli d’Italia        | Nicola Benedetto        | 35.357  | 24,5 | 5.543                                       | 3,8     |      |
| Noi con l’Italia – UDC   | Nicola Benedetto        | 35.357  | 24,5 | 3.373                                       | 2,3     |      |
|                          | Guido Viceconte         | 31.793  | 22,0 | Partito Democratico                         | 25.383  | 17,6 |
| Civica Popolare          | Guido Viceconte         | 31.793  | 22,0 | 2.509                                       | 1,7     |      |
| +Europa                  | Guido Viceconte         | 31.793  | 22,0 | 2.075                                       | 1,4     |      |
| Italia Europa Insieme    | Guido Viceconte         | 31.793  | 22,0 | 1.826                                       | 1,3     |      |
|                          | Roberto Speranza        | 9.913   | 6,9  | Liberi e Uguali                             | 9.913   | 6,9  |
|                          | Antonella Rubino        | 2.034   | 1,4  | Potere al Popolo!                           | 2.034   | 1,4  |
|                          | Valeria Giorgio         | 920     | 0,6  | Il Popolo della Famiglia                    | 920     | 0,6  |
|                          | Gianfranco La Grotta    | 890     | 0,6  | CasaPound Italia                            | 890     | 0,6  |
|                          | Domenico Aquino         | 790     | 0,5  | Partito Comunista                           | 790     | 0,5  |
|                          | Franco Pace             | 465     | 0,3  | Partito Valore Umano                        | 465     | 0,3  |
|                          | Stefano Summa           | 395     | 0,3  | Lista del Popolo per la Costituzione        | 395     | 0,3  |
|                          | Angela Labella          | 392     | 0,3  | Per una Sinistra Rivoluzionaria (SCR – PCL) | 392     | 0,3  |
|                          | Maria Felicia Basso     | 385     | 0,3  | Blocco Nazionale per le Libertà             | 385     | 0,3  |
|                          | Francesco Antonio Ricci | 232     | 0,2  | 10 Volte Meglio                             | 232     | 0,2  |
| Gesamt                   | Gesamt                  | 144.272 | 100  |                                             | 144.272 | 100  |
|                          |                         |         |      |                                             |         |      |
| Ungültige Stimmen        | Ungültige Stimmen       | 7.815   | 5,1  |                                             |         |      |
| Wähler                   | Wähler                  | 152.087 | 71,9 |                                             |         |      |
| Wahlberechtigte          | Wahlberechtigte         | 211.501 |      |                                             |         |      |
|                          |                         |         |      |                                             |         |      |
| Quelle: Innenministerium |                         |         |      |                                             |         |      |

## Seit 2020

### Wahlkreisgebiet
| Wahlkreise – Camera dei deputati – Basilikata | Wahlkreise – Camera dei deputati – Basilikata | Wahlkreise – Camera dei deputati – Basilikata |
| Provinz                                       | Provinz                                       | Gemeinden nach Provinzen ⮞ Wahlkreis          |
| --------------------------------------------- | --------------------------------------------- | --------------------------------------------- |
|                                               | Provinz Matera (31 Gemeinden)                 | alle ⮞ Wahlkreis Potenza                      |
|                                               | Provinz Potenza (100 Gemeinden)               | alle ⮞ Wahlkreis Potenza                      |

Der Wahlkreis umfasst alle 131 Gemeinden der Region Basilikata.

### Wahlergebnisse

#### Parlamentswahl 2022
| Kandidaten                          | Kandidaten              | Stimmen | %    | Listen                                                  | Stimmen | %    |
| ----------------------------------- | ----------------------- | ------- | ---- | ------------------------------------------------------- | ------- | ---- |
|                                     | Salvatore Caiatagewählt | 93.634  | 38,3 | Fratelli d’Italia                                       | 44.419  | 18,2 |
| Forza Italia                        | Salvatore Caiatagewählt | 93.634  | 38,3 | 22.881                                                  | 9,4     |      |
| Lega per Salvini Premier            | Salvatore Caiatagewählt | 93.634  | 38,3 | 21.904                                                  | 9,0     |      |
| Noi Moderati                        | Salvatore Caiatagewählt | 93.634  | 38,3 | 4.430                                                   | 1,8     |      |
|                                     | Viviana Verri           | 61.113  | 25,0 | Movimento 5 Stelle                                      | 61.113  | 25,0 |
|                                     | Franesco Pietrantuono   | 52.778  | 21,6 | Partito Democratico – Italia Democratica e Progressista | 37.171  | 15,2 |
| Alleanza Verdi e Sinistra           | Franesco Pietrantuono   | 52.778  | 21,6 | 8.378                                                   | 3,4     |      |
| +Europa                             | Franesco Pietrantuono   | 52.778  | 21,6 | 5.114                                                   | 2,1     |      |
| Impegno Civico – Centro Democratico | Franesco Pietrantuono   | 52.778  | 21,6 | 2.115                                                   | 0,9     |      |
|                                     | Luca Braia              | 23.865  | 9,8  | Azione – Italia Viva                                    | 23.865  | 9,8  |
|                                     | Vincenzo Ritunnano      | 3.617   | 1,5  | Unione Popolare                                         | 3.617   | 1,5  |
|                                     | Giorgio Santoriello     | 3.520   | 1,4  | Italexit per l’Italia                                   | 3.520   | 1,4  |
|                                     | Giuseppe Lariccia       | 2.638   | 1,1  | Italia Sovrana e Popolare                               | 2.638   | 1,1  |
|                                     | Giuseppe Amodeo         | 2.304   | 0,9  | Partito Comunista Italiano                              | 2.304   | 0,9  |
|                                     | Luigi Emanuele Marsico  | 956     | 0,4  | Noi di Centro – Europeisti                              | 956     | 0,4  |
| Gesamt                              | Gesamt                  | 244.425 | 100  |                                                         | 244.425 | 100  |
|                                     |                         |         |      |                                                         |         |      |
| Ungültige Stimmen                   | Ungültige Stimmen       | 18.095  | 6,9  |                                                         |         |      |
| Wähler                              | Wähler                  | 262.520 | 58,8 |                                                         |         |      |
| Wahlberechtigte                     | Wahlberechtigte         | 446.685 |      |                                                         |         |      |
|                                     |                         |         |      |                                                         |         |      |
| Quelle: Innenministerium            |                         |         |      |                                                         |         |      |